# BET (France)
 (juillet 2025).
Si vous disposez d'ouvrages ou d'articles de référence ou si vous connaissez des sites web de qualité traitant du thème abordé ici, merci de compléter l'article en donnant les références utiles à sa vérifiabilité et en les liant à la section « Notes et références ».
Pour les articles homonymes, voir BET.
Black Entertainment Television, intitulée par l'acronyme BET, est une chaîne de télévision francophone payante appartenant à la société d'origine américaine Paramount Networks France, lancée le 17 novembre 2015 et déclinaison francophone de la chaîne Black Entertainment Television aux États-Unis. Depuis fin juin 2012, une case de programmation BET Break est diffusée quotidiennement en France, comprenant The Heat et 106 & Park sur la chaîne musicale MTV France. En octobre 2015, le groupe américain annonce le lancement de BET France pour le 17 novembre 2015,  une annonce créant la polémique du fait de l'absence d'animateurs noirs sur une chaîne historiquement se voulant communautaire. 
Le studio de la chaîne est à Neuilly-sur-Seine.
Après des semaines de négociation suite au retrait des chaînes musicales de l'offre, un accord est trouvé entre les groupes Viacom et Canal+. Le Groupe Canal+ conserve les chaînes BET, MTV Hits et J-One[réf. nécessaire].

## Présentateurs
La voix off de la chaîne est China Moses.
- Rokhaya Diallo
- Raphäl Yem
- Gérard Baste
- Hedia Charni

## Programmes

### Séries

#### en version française
- Being Mary Jane
- Boomerang
- Bienvenue chez les Payne
- Jordan
- Kenan et Kel
- Moesha
- Real Husbands of Hollywood
- Retraite en famille
- Roméo!
- Tout le monde déteste Chris
- L'Apprentie maman
- Le Prince de Bel-Air
- Ma femme, ses enfants et moi
- Martin
- The Game (depuis le 12 novembre 2018)
- The Family Businees
- Power (depuis le 3 septembre 2019)
- The Oval : Intrigues à la Maison Blanche
- Tyler Perry's Young Dylan
- Retraite en famille
- Sistas
- Sister Sister
- Half and Half
- La Vie de famille
- Voisins mais pas trop (depuis le 2 janvier 2023)

#### en version originale sous-titrée
- Let's Stay Together
- Reed Between the Lines
- Second Generation Wayans
- Rebel
- The New Edition Story
- The Quad (en) (depuis le 10 novembre 2017)
- Hit the Floor (à partir de la saison 4 depuis le 23 novembre 2018)
- Zoe Ever After (en)
- Games People Play (depuis le 25 avril 2019)

### Émissions de télé-réalité
- According to Alex
- About the Business
- DeSean Jackson: A Family Business (en version originale sous titrée)
- Des filles de Rev'
- From the Bottom Up
- It's a Mann's World
- Nellyville
- Les Westbrooks
- Une famille de Rev' (Run's House)
- Keyshia Cole: All In (en version originale sous titrée)
- Chasing Destiny (en) (depuis le 22 août 2016

### Émissions
- Being
- Ma maison de Star
- Un plan d'enfer (en) (Hell Date)
- The Wendy Williams Show (en version originale sous titrée)
- Pimp My Ride

### Cérémonies
- BET Awards 2016 (29 juin 2016)
- BET Hip Hop Awards

## Identité graphique

Logo de BET du 17 novembre 2015 à 2021
Logo de BET depuis 2021

## Audience
| Année | Janvier | Février | Mars | Avril | Mai | Juin | Juillet | Août | Septembre | Octobre | Novembre | Décembre | Moyenne annuelle |
| ----- | ------- | ------- | ---- | ----- | --- | ---- | ------- | ---- | --------- | ------- | -------- | -------- | ---------------- |
| 2015  | –       | –       | –    | –     | –   | –    | –       | –    | <0,1      | <0,1    | <0,1     | <0,1     | <0,1             |
| 2016  | <0,1    | <0,1    | –    | –     | –   | –    | –       | –    | –         |         |          |          |                  |

## Diffusion
BET n'est plus disponible dans Les offres Canal+ par satellite depuis le 23 avril 2024.